# Peter-Klaus Schuster
Pour les articles homonymes, voir Schuster.
Peter-Klaus Schuster, né le 9 octobre 1943 à Calw (Allemagne), est un historien de l'art allemand qui a été commissaire d'exposition et directeur de musée.